# Rue de Sèvres
Die Rue de Sèvres ist eine wichtige Straße auf der Rive Gauche von Paris. Nur der äußerste nordöstliche Abschnitt der Straße liegt ausschließlich im 6. Arrondissement. In ihrem weiteren Verlauf bildet die Rue de Sèvres die Grenze zwischen 6. (auf südöstlicher Seite) und 7. (auf nordwestlicher Seite) bzw. 15. (entlang des Hôpital Necker) und 7. Arrondissement.

## Situation und Erreichbarkeit
Die Rue de Sèvres hat eine Länge von 1,5 Kilometern. Sie beginnt an der Place Michel Debré und verläuft in annähernd gerader Linie in südwestlicher Richtung bis zur Place Henri-Queuille. Sie überquert in ihrem Verlauf zwei große Kreuzungen, die mit dem Boulevard Raspail und die mit den Boulevards du Montparnasse (auf östlicher Seite abgehend) und des Invalides (auf westlicher Seite abgehend).
Sie ist mit den folgenden öffentlichen Verkehrsmitteln zu erreichen:
- Von den Métrostationen Sèvres-Babylone (Linien 10 und 12), Vaneau (Linie 10) und Duroc (Linien 10 und 13) führen Ausgänge direkt auf die Rue de Sèvres. – In unmittelbarer Nähe ihres südwestlichen Endes gibt es außerdem die Station Sèvres-Lecourbe (Linie 6).
- Fast durch den gesamten Verlauf der Straße fährt die RATP-Buslinie 70 – mit den Haltestellen Sèvres-Babylone, Bac-Saint-Placide, Vaneau-Saint-Romain und Hôpital des Enfants malades. Dort, am Hôpital Necker–Enfants malades, hält auch die RATP-Buslinie 89.

## Herkunft des Namens
Nach zahlreichen vorangegangenen Namen (beginnend im 13. Jahrhundert als „Chemin de la Maladrerie“) und Umbenennungen (erstmalig bereits 1355 als „Voie de Sèvres“ erwähnt) erhielt die Straße, da sie ursprünglich aus Paris hinaus zur Gemeinde Sèvres führte, ihren heutigen Namen.

## Einige bedeutende Gebäude und Statuen

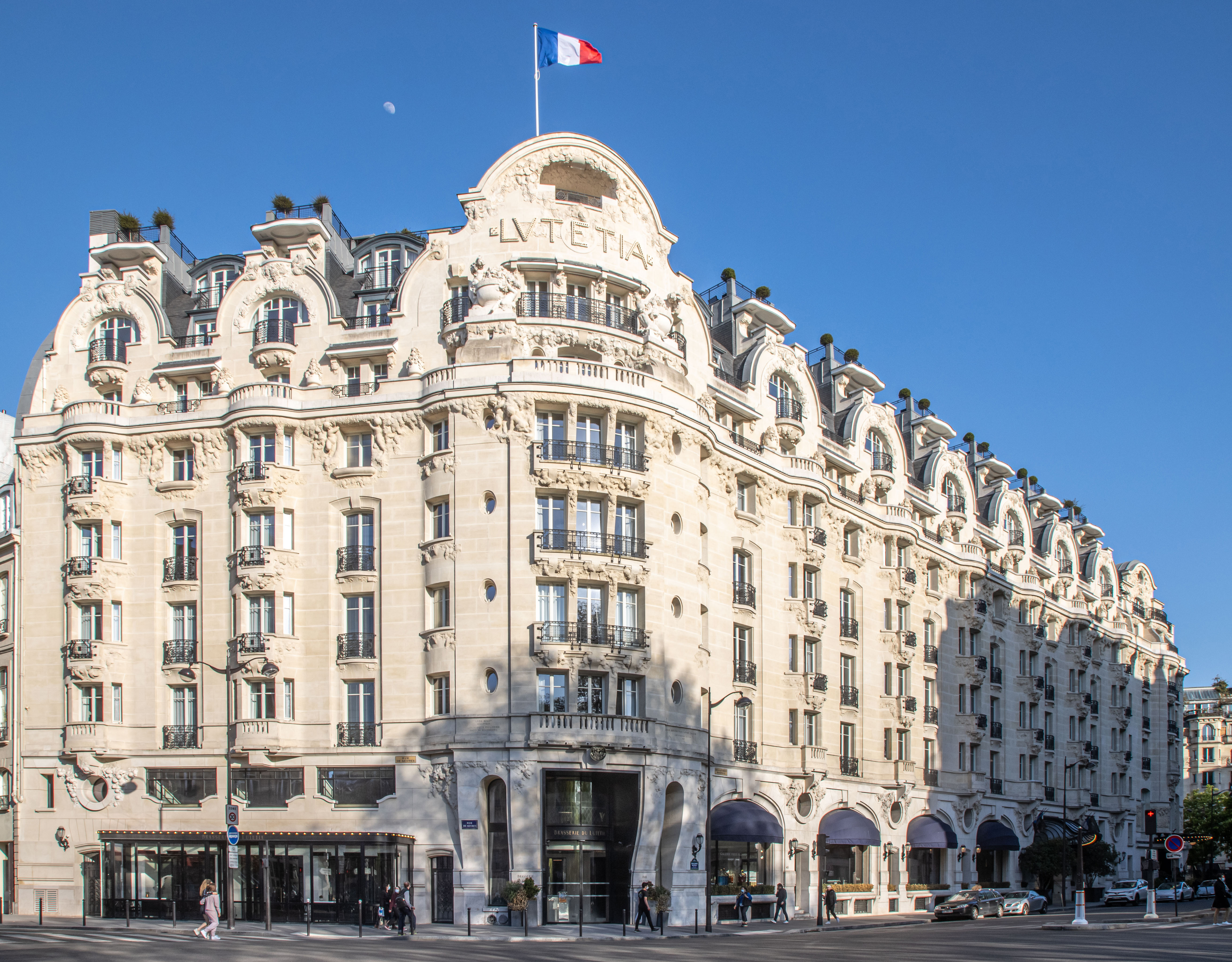
Rue de Sèvres / Boulevard Raspail: Hôtel Lutetia
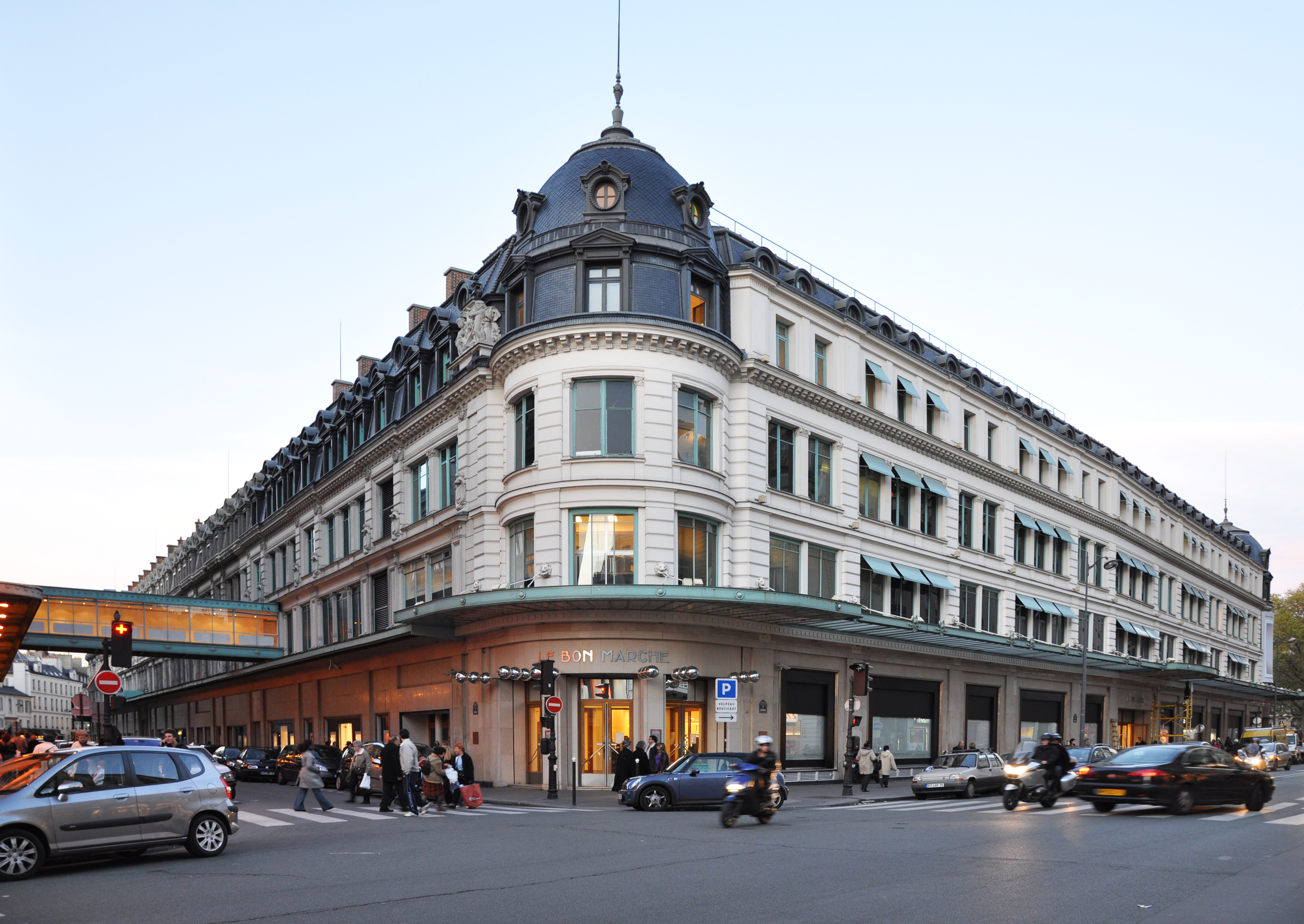
Nr. 24: Le Bon Marché
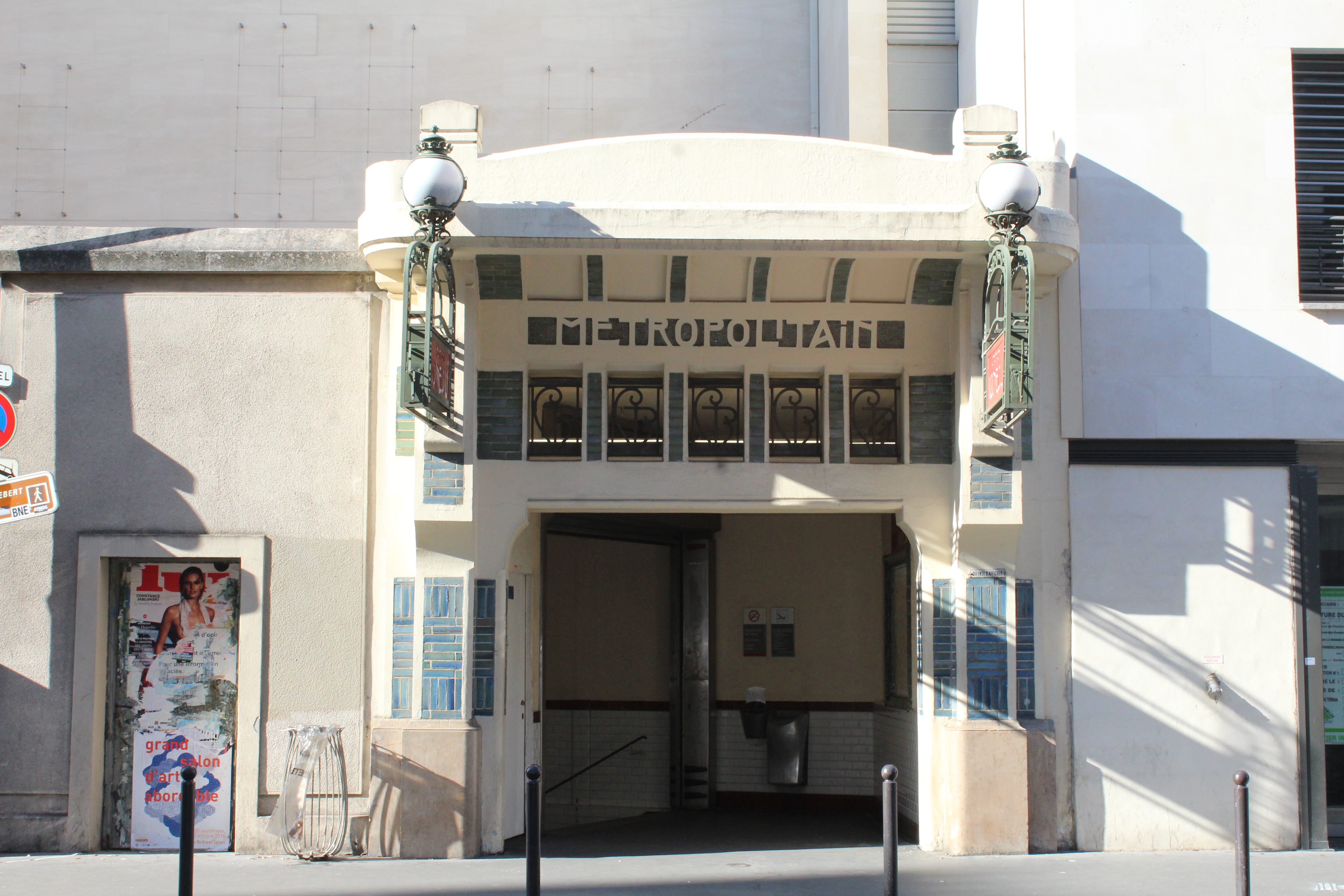
Im Art déco gestalteter Eingang der Métrostation Vaneau
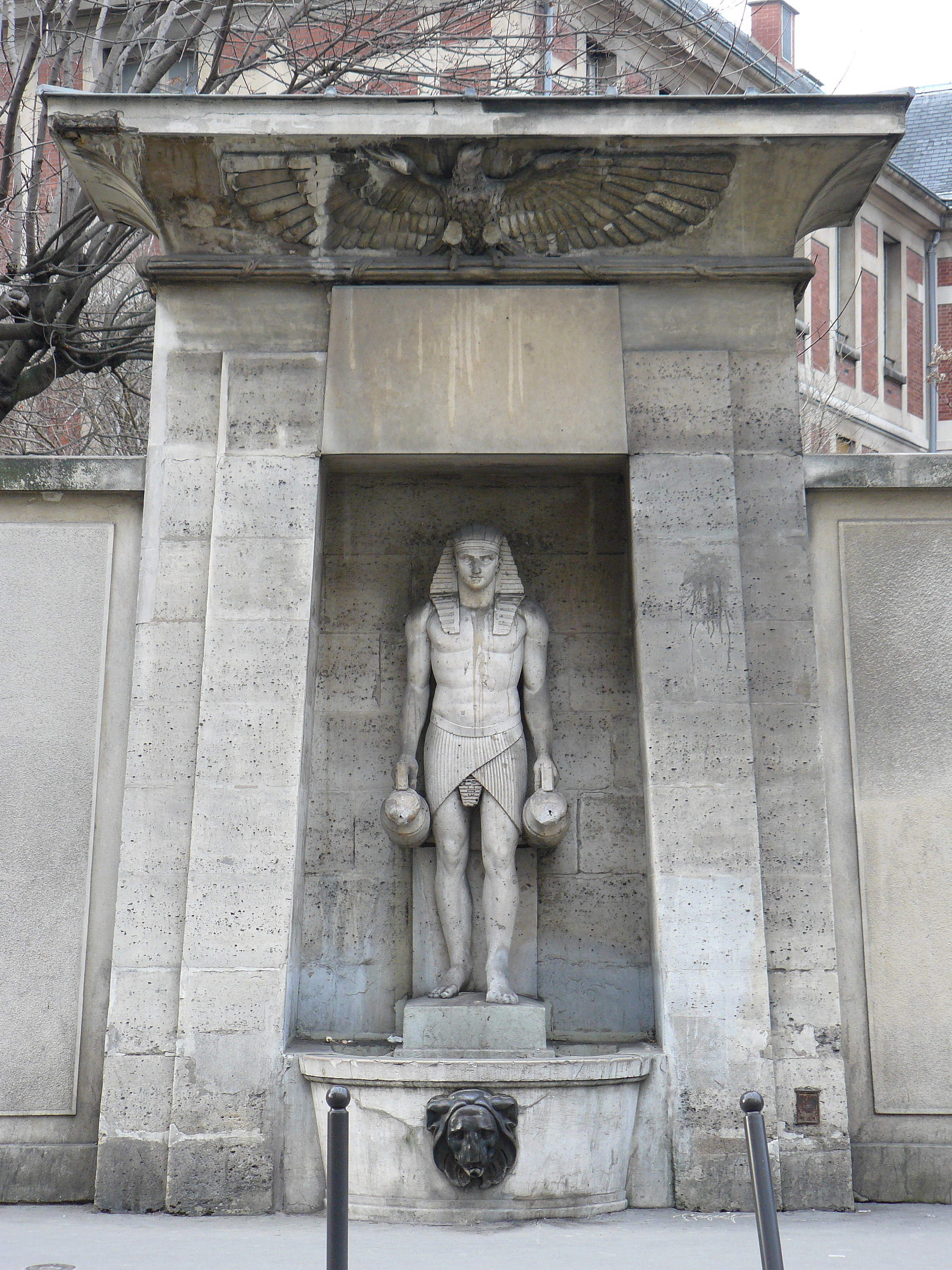
Links neben dem Eingang der Métrostation Vaneau: die Fontaine du Fellah
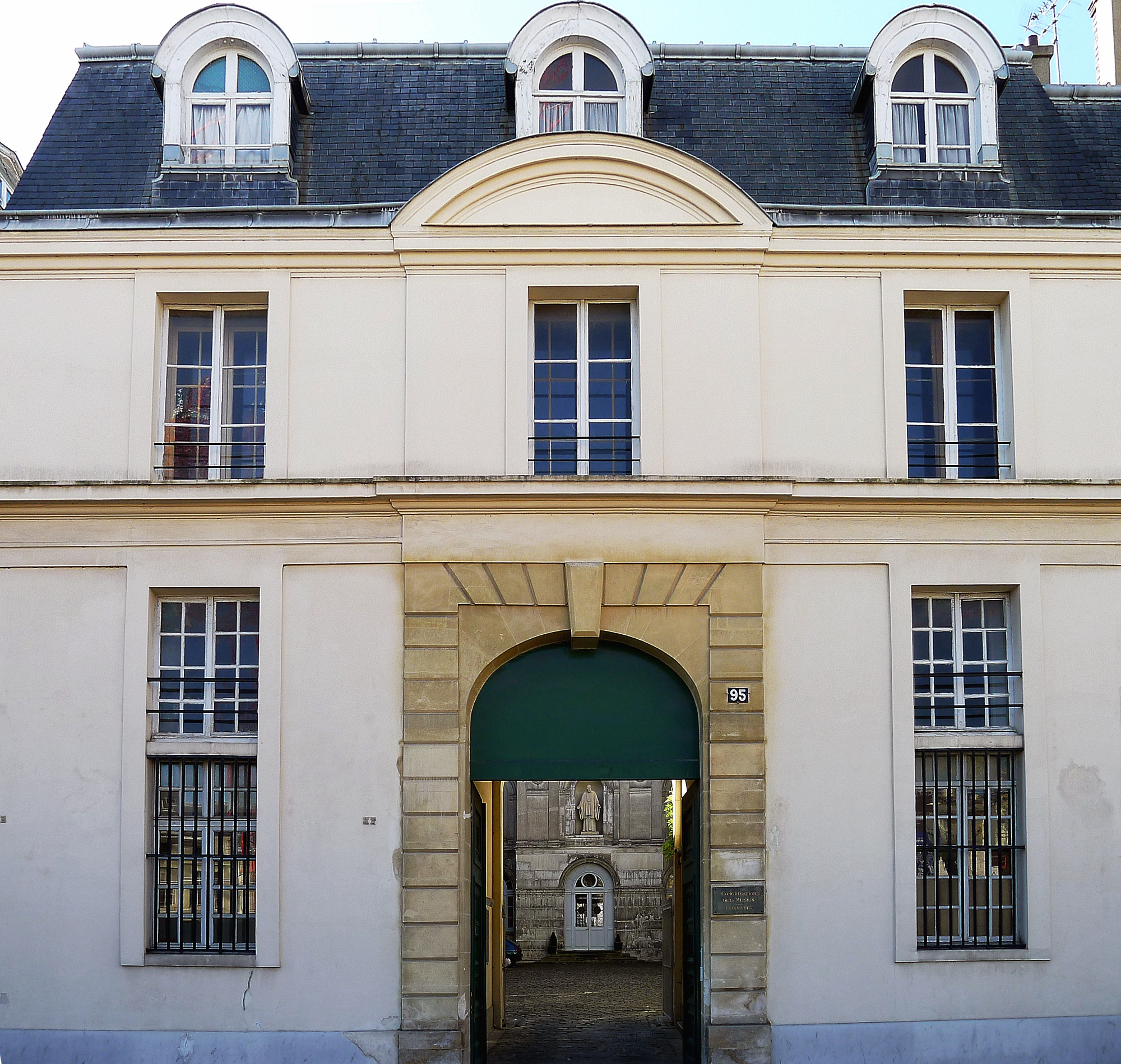
Nr. 95: Denkmalgeschützte Kapelle Saint-Vincent-de-Paul de Paris
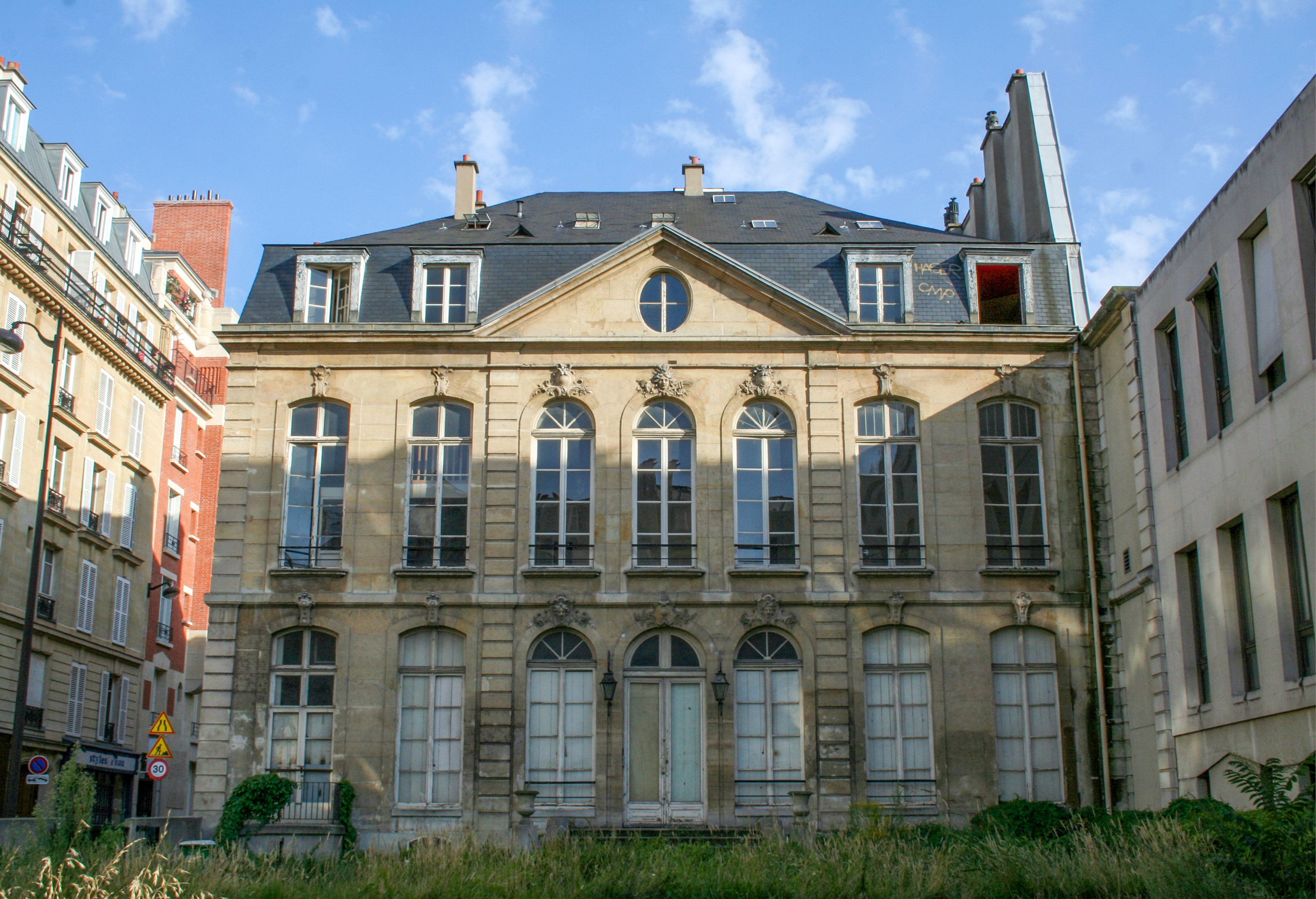
Nr. 111: Denkmalgeschütztes ehemaliges Hôtel de Choiseul-Praslin
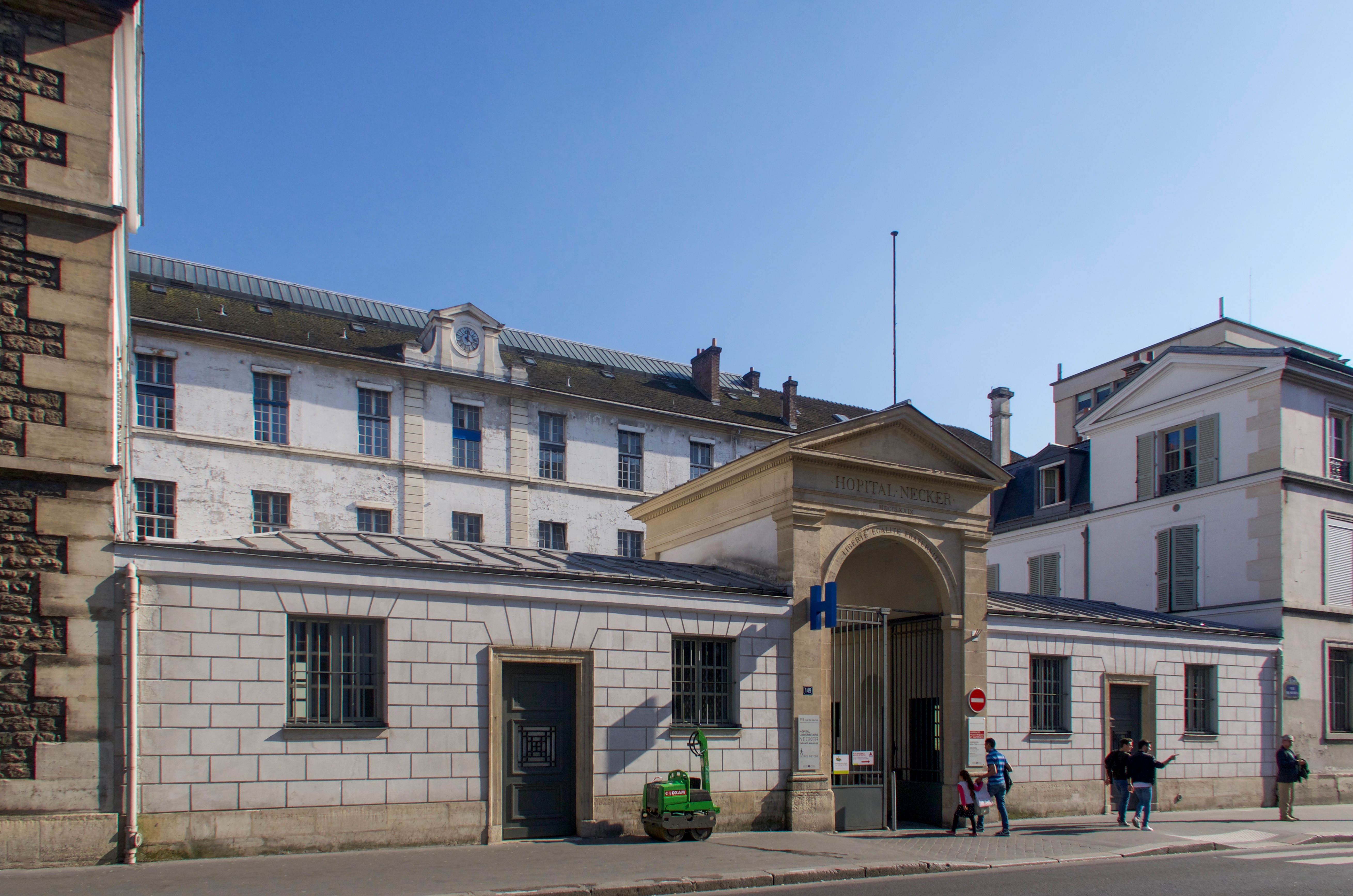
Nr. 149: Ehemaliger Haupteingang des Hôpital Necker

### Weitere Gebäude und Parks
- Nr. 17: Hier befand sich bis 1970 das Schwimmbad Piscine Lutetia. Das seit 2005 denkmalgeschützte Gebäude[4] wird z. Z. von dem Unternehmen Hermès als Ambiente für den Verkauf von Modeartikeln genutzt.
- In dem Dreieck, das die Straßen Rue de Sèvres, Rue de Babylone und Rue Velpeau (Seitenstraße vor dem Kaufhaus Bon Marché) bilden, liegt der kleine Park Square Boucicaut, mit dem der Gründer des Kaufhauses, Aristide Boucicaut und seine Frau Marguerite geehrt werden.[5]
- Eingang Nr. 33: Église Saint-Ignace – von der Straße aus ist die Kirche nicht zu sehen; nur ein kleines Schild weist darauf hin, dass sie sich hinter dem Durchgang eines modernen Wohngebäudes befindet.
- Nr. 35bis: Ebenfalls von der Straße aus nicht zu sehen und nur durch einen weiteren Durchgang zu erreichen, befindet sich hinter dem Wohngebäude die jesuitische Privatuniversität Centre Sèvres (heutiger Name: „Facultés Loyola Paris“). – Es ist dies auch die Adresse des Hauses, in dem sich bis zu seinem Tod 1965 das Atelier des Architekten Le Corbusier befand. Die alten Häuser an dieser Adresse wurden 1970 abgerissen und an ihre Stelle das neue 12-geschossige Wohnhaus gebaut.[6]
- Nr. 40: Eingang zum ehemaligen Krankenhaus Hôpital Laennec – berühmt u. a. wegen seines Pietà-Fensters.
- Nr. 88b (gegenüber dem Neubau des Hôpital Necker–Enfants malades): Dies ist die Adresse des in die Mauer-Eingrenzung des Institut National des Jeunes Aveugles (deutsch: Nationales Institut für junge Blinde; Adresse des Haupthauses: Boulevard des Invalides 56) eingebauten Zugangs zum Jardin Helen Keller. Der Garten, mit dem die taubblinde US-amerikanische Schriftstellerin geehrt wird, ist seit Ende 2023 an den Wochenenden und während der Schulferien für die Öffentlichkeit zugänglich.[7]